# Chrysops atlanticus
Chrysops atlanticus is een vliegensoort uit de familie van de dazen (Tabanidae). De wetenschappelijke naam van de soort is voor het eerst geldig gepubliceerd in 1949 door Pechuman.